# Музей (Италия)
Музѐй (на италиански и на сардински: Musei) е село и община в Южна Италия, провинция Южна Сардиния, автономен регион и остров Сардиния. Разположено е на 119 m надморска височина. Населението на общината е 1522 души (към 2010 г.).